# 蒙古文書法
蒙古文書法是指以傳統蒙古文为载体的書法。和其他东亚书法（以汉字为载体的中国书法、日本书道和朝鮮書藝等）一样，蒙古文書法的书写工具通常为毛笔。
虽然蒙古国在共产主义时期采用了西里尔蒙古文，蒙古书法仍以传统的回鶻式蒙古文书写。2013年，蒙古文书法被列入联合国教科文组织急需保护的非物质文化遗产。2013年时蒙古国只有3名中年的书法老师和20余名年轻的书法家。传统上，导师选择最优秀的学生，并在五到八年的时间里将他们培养为书法家。学生与教师终生结合，持续激发彼此的艺术创作。社会转型、城市化和全球化的速度使得年轻书法家人数大幅下降。
中华人民共和国在2014年将蒙古文书法列为第4批国家级非物质文化遗产。

## 圖像

图册
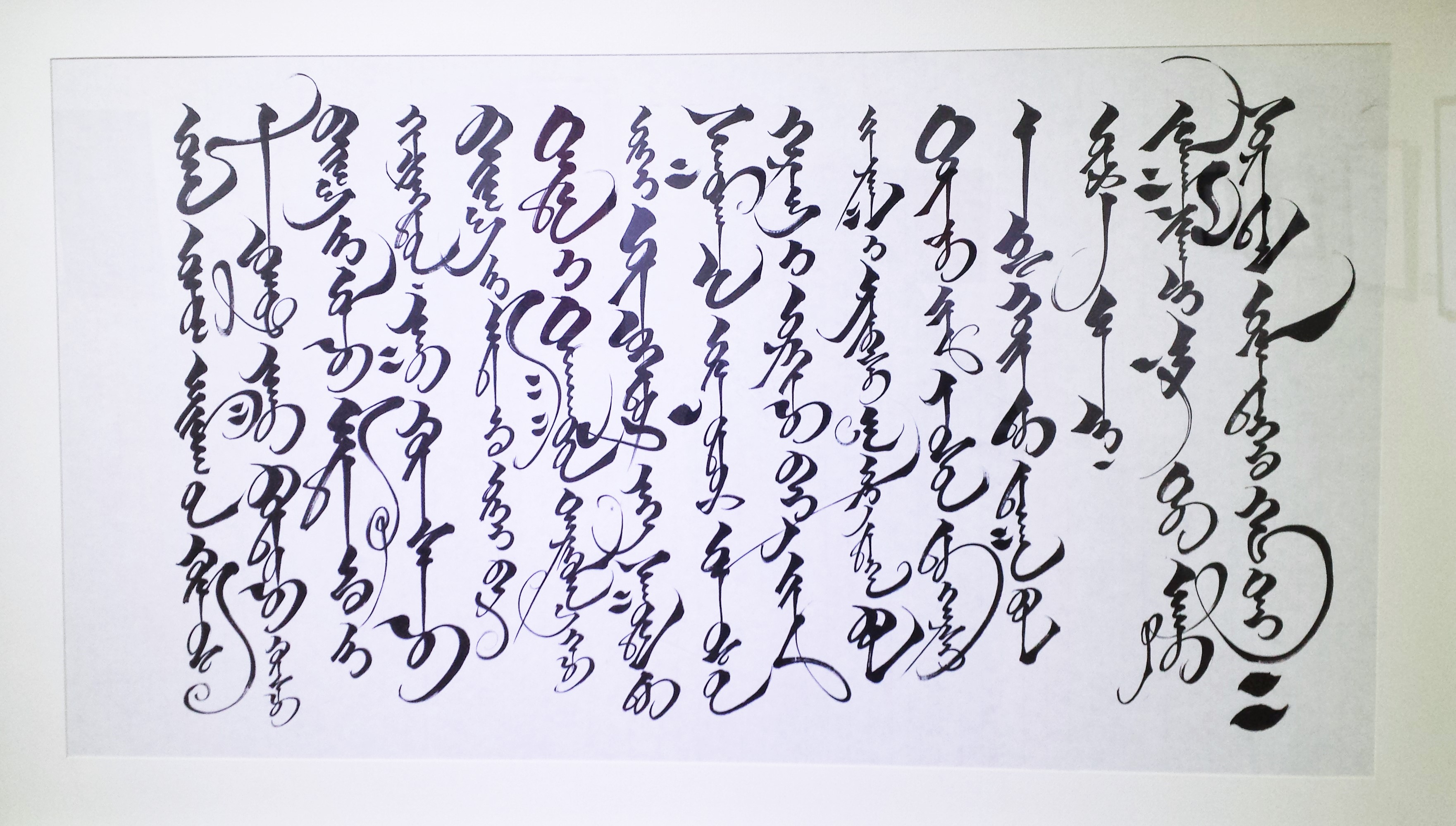
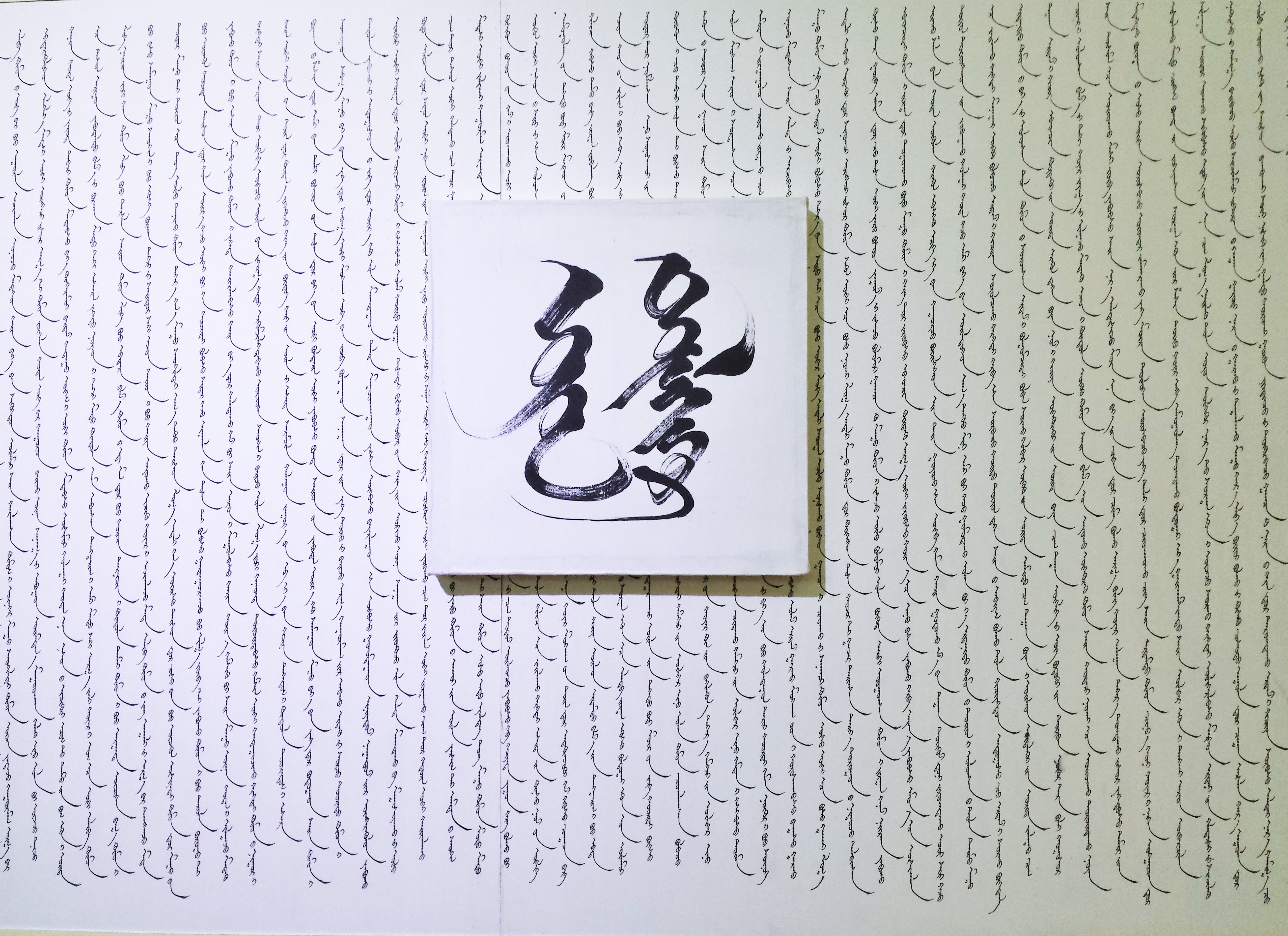
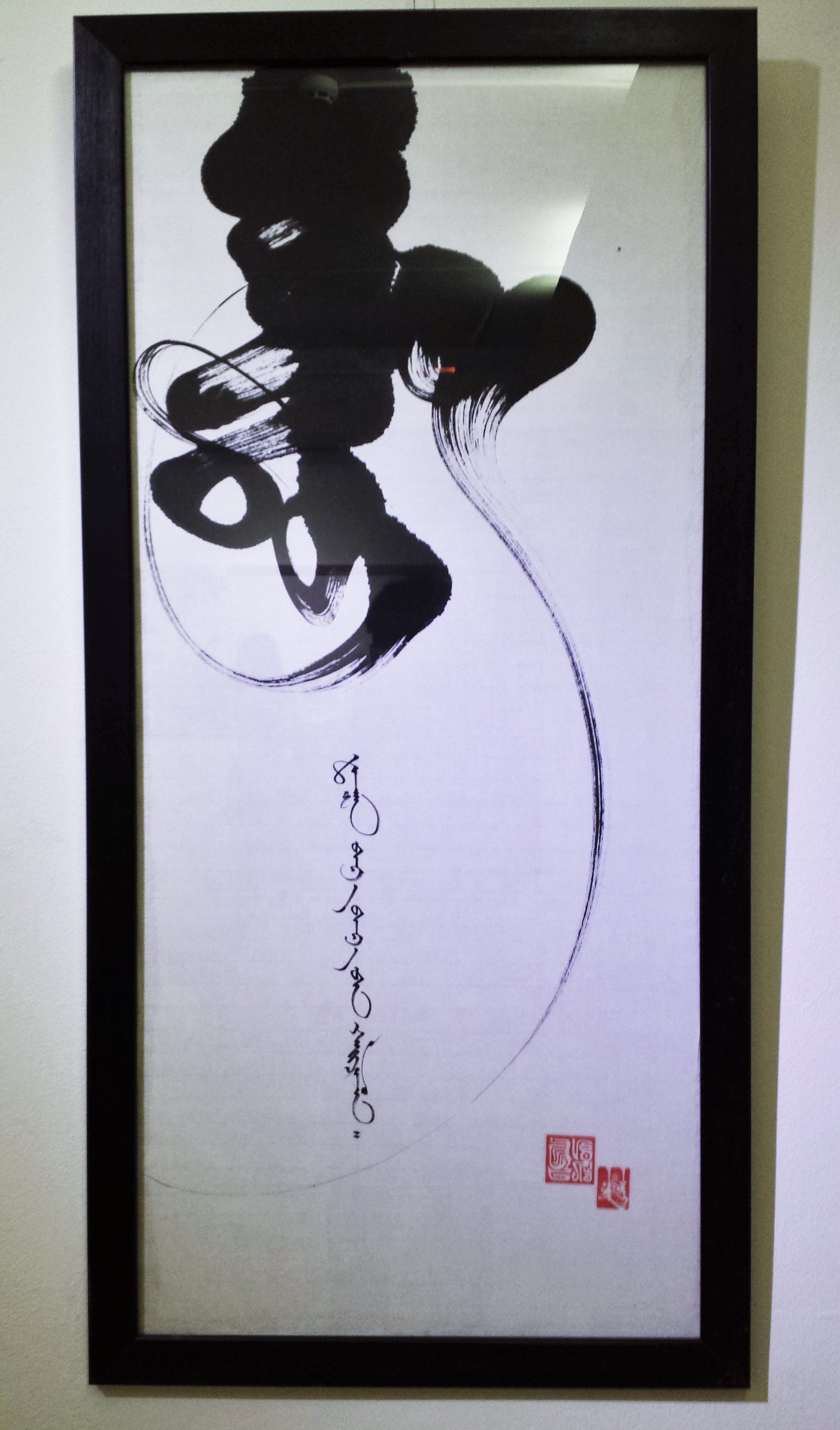
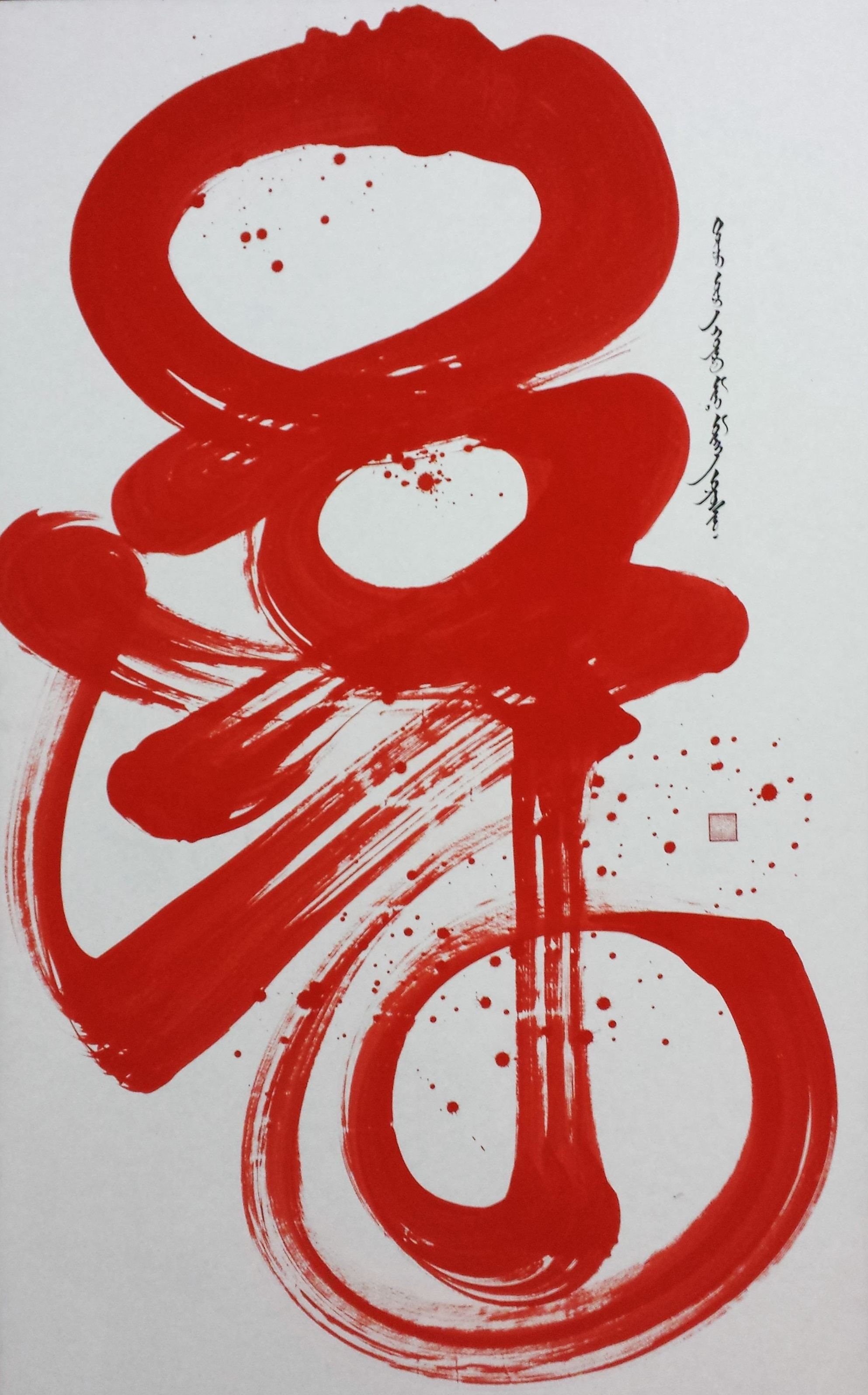
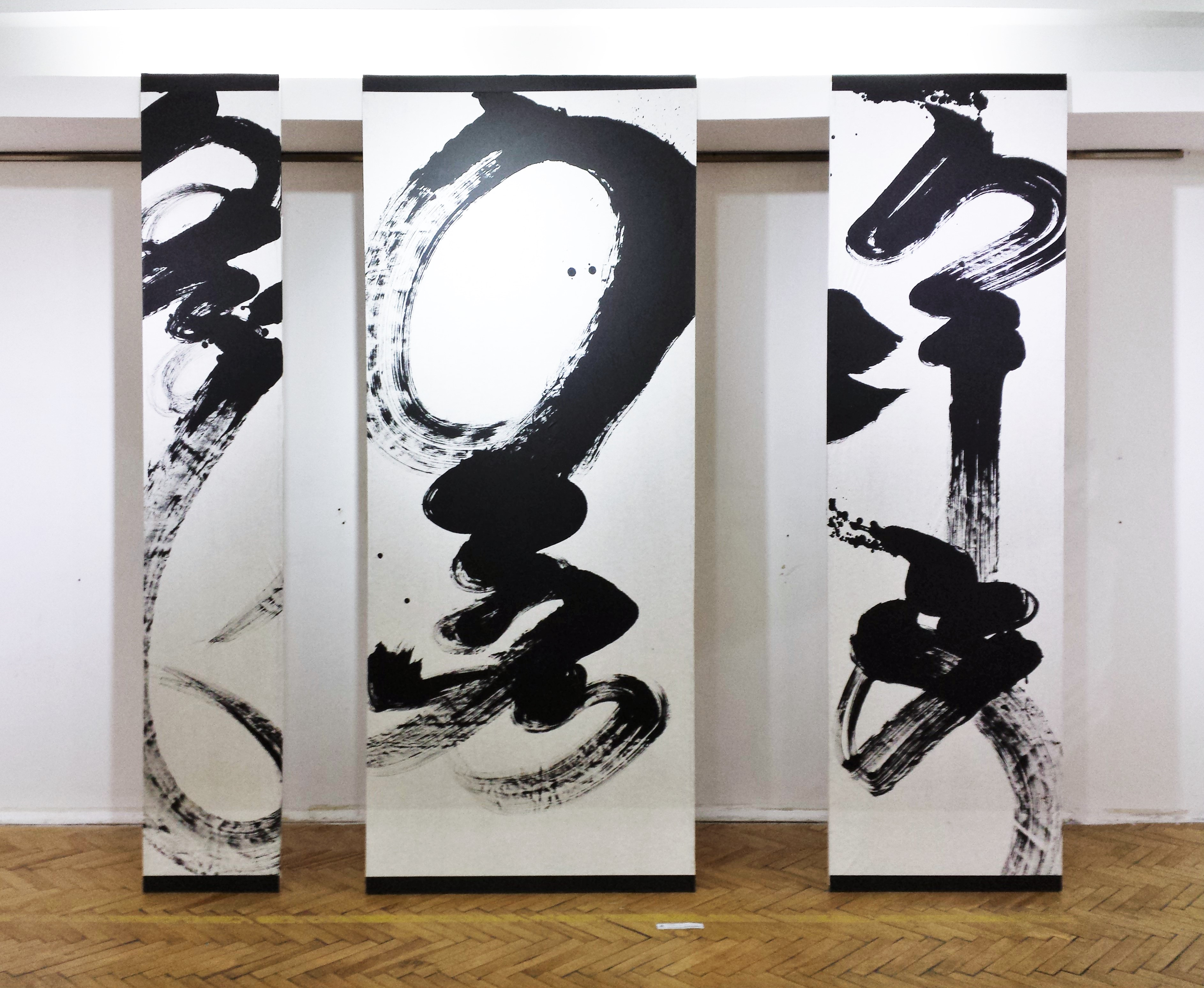
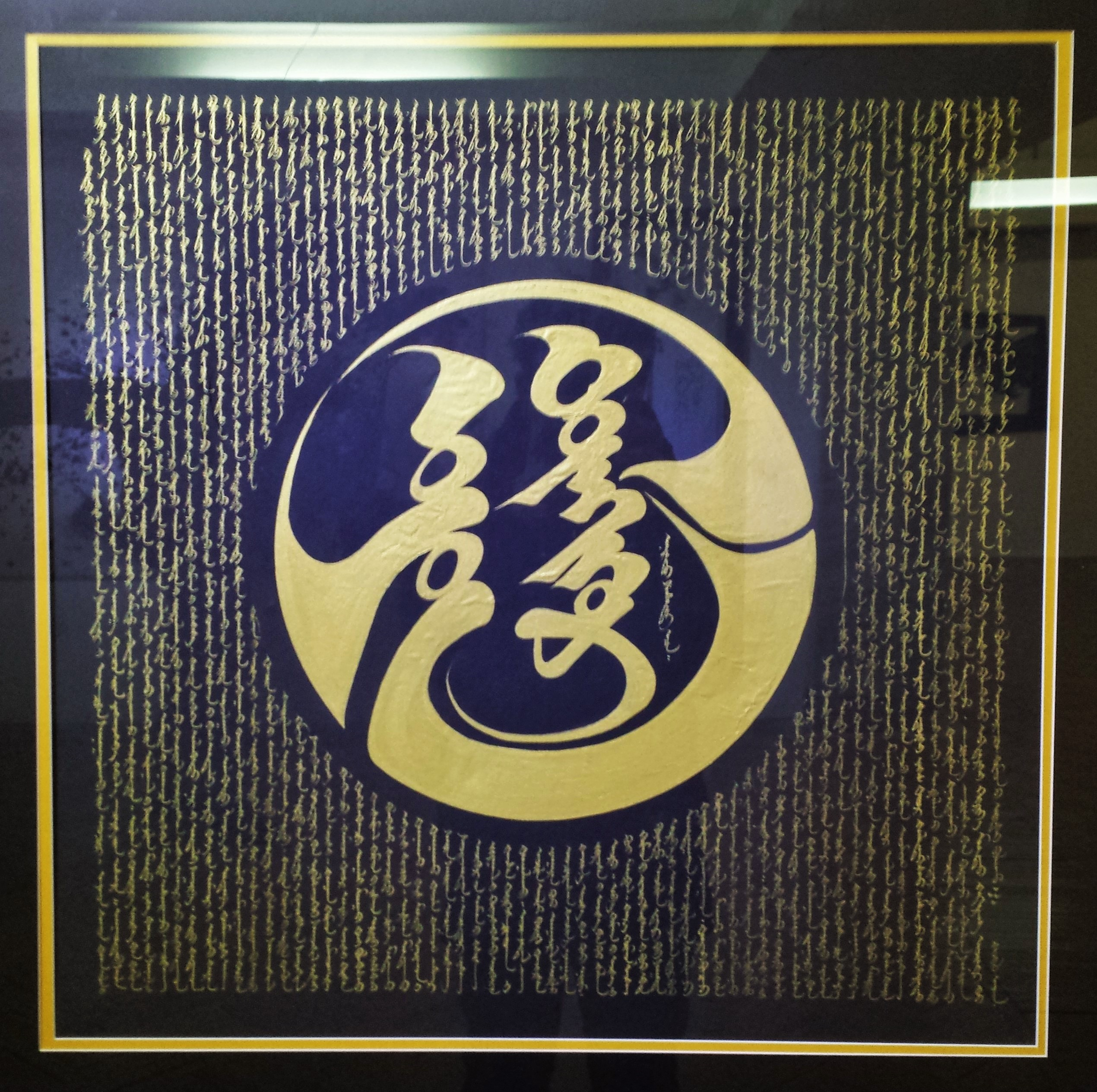
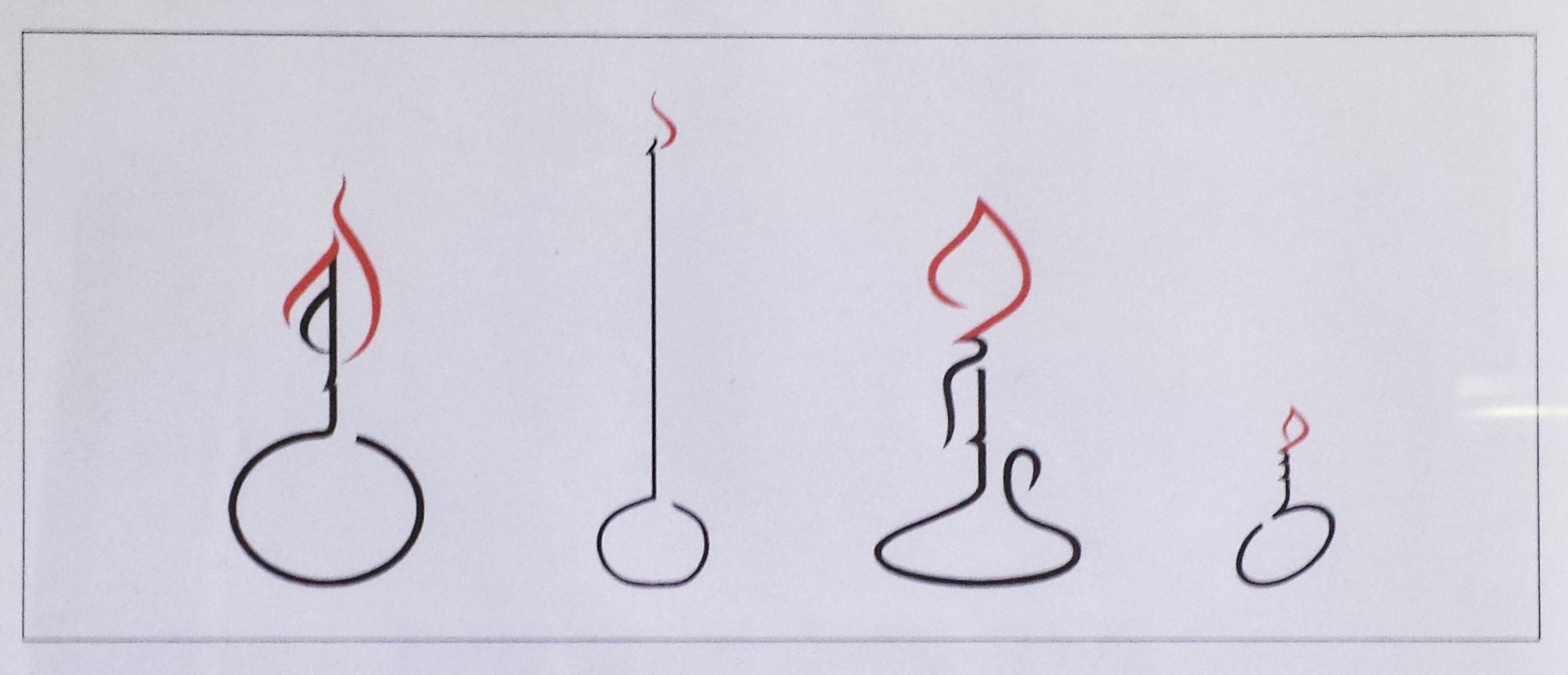
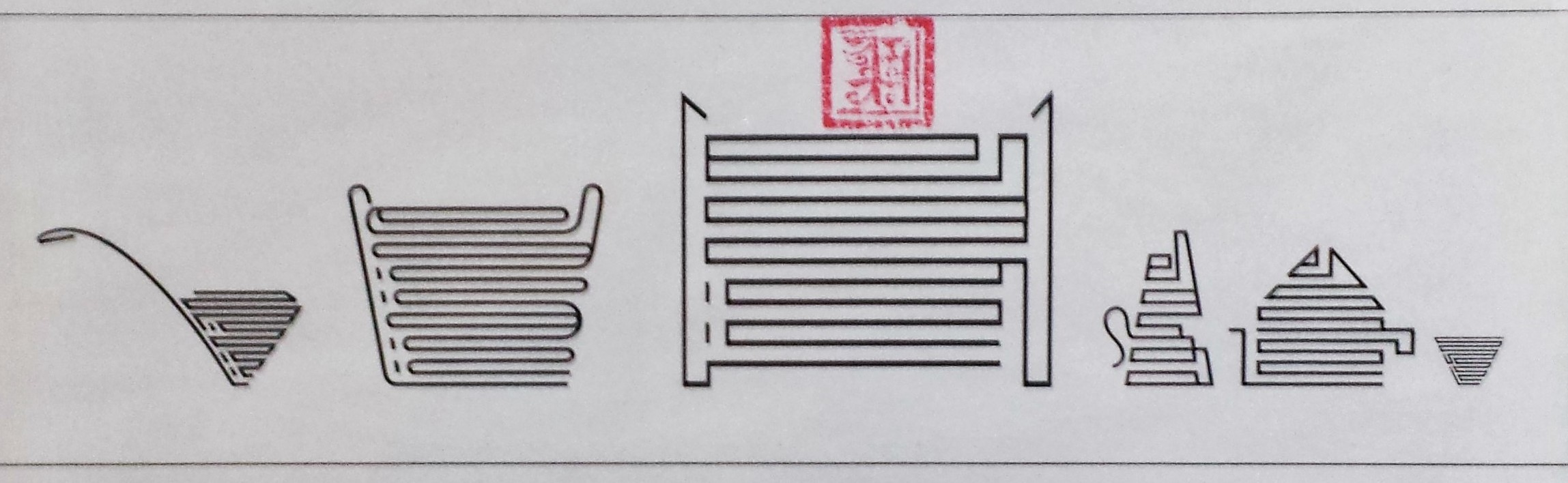
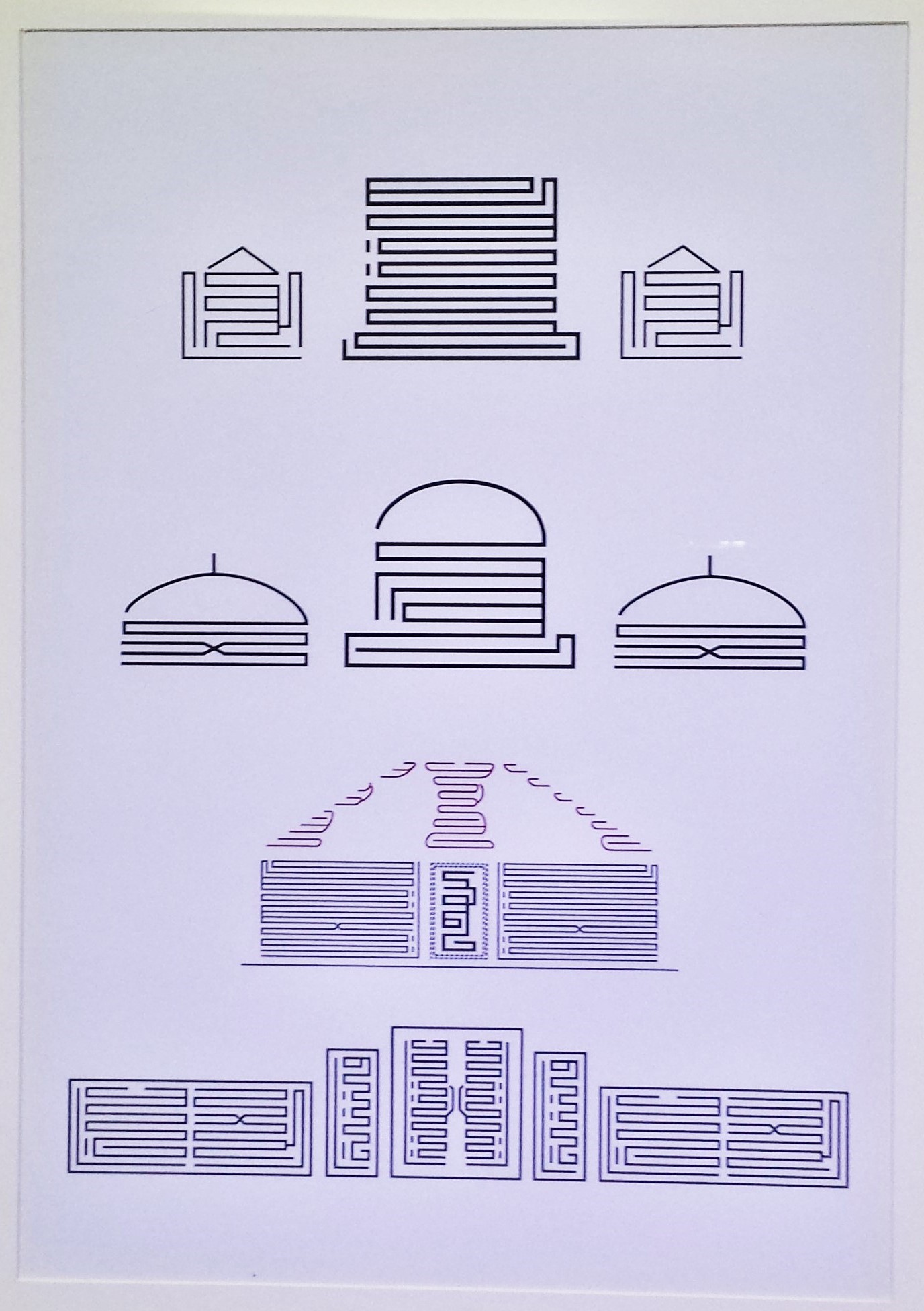
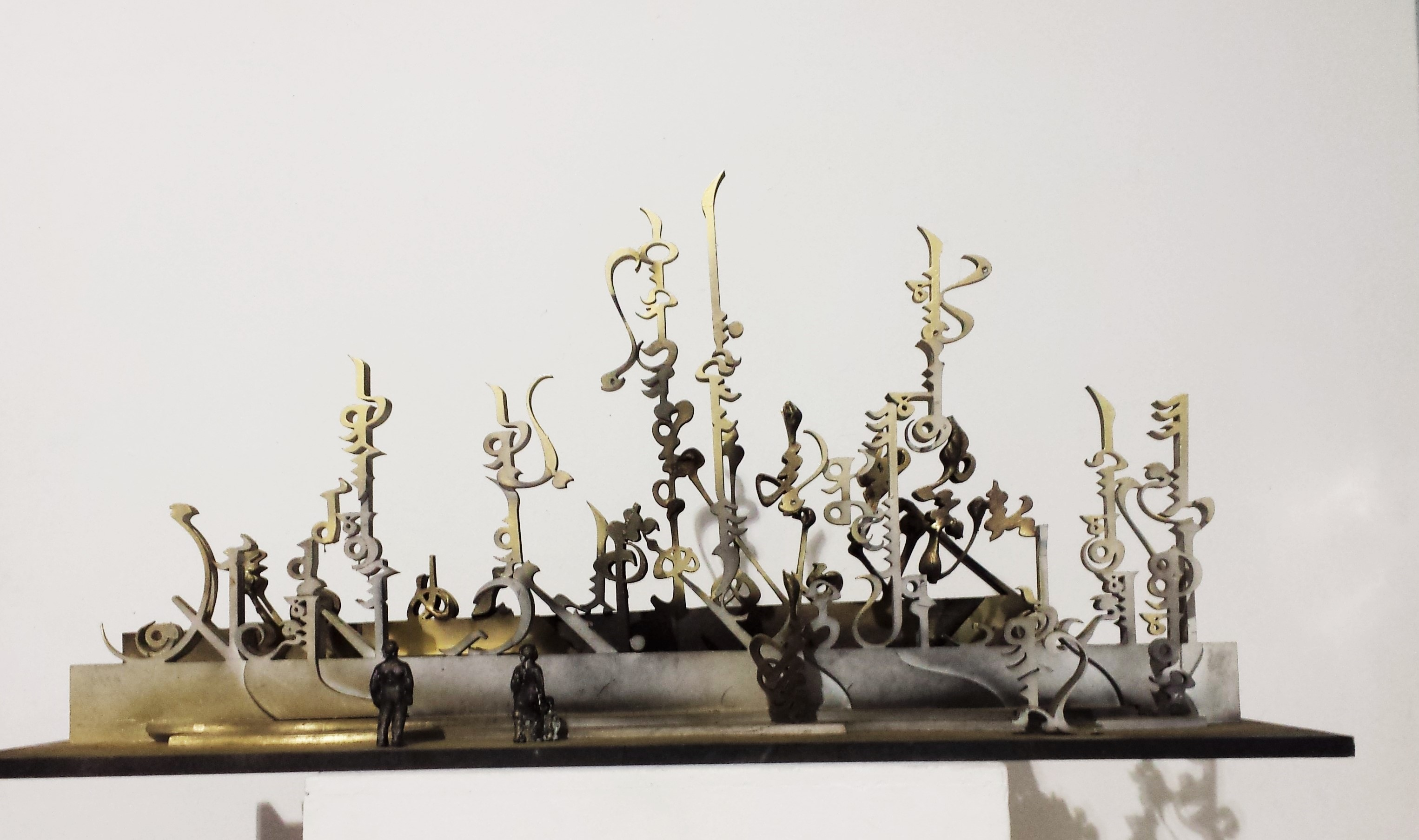

## 外部連結
- Уран бичлэг 10 жилийн дараа Монгол Улсад мэргэжлийн хэмжээнд хөгжсөн урлаг болно （页面存档备份，存于） （蒙古文）